# Dorren Lee
Dorren Lee ist eine kanadische Schauspielerin.

## Leben
Lee begann 2016 ihre Laufbahn als Schauspielerin. In diesem Jahr übernahm sie die Rolle der Amanda in sieben Episoden der Fernsehserie Friends with Benefits. Im selben Jahr verkörperte sie die Hauptrolle der Samantha im Film Delta State: Slipping Into the Future. Zusätzlich hatte sie eine Nebenrolle in Human inne. 2017 wirkte sie in den Fernsehserien Shadowhunters, The Strain und How to Buy a Baby mit. 2019 folgten Rollen in den Filmen Claws of the Red Dragon und Mutant Outcasts. 2020 spielte sie in einer Nebenrolle in Possessor neben Hollywood-Größen wie Sean Bean. Ab demselben Jahr bis 2024 war sie in Star Trek: Discovery in der Rolle des Lt. Teemo zu sehen. 2021 übernahm sie eine Rolle im Kurzfilm The Park.

## Filmografie (Auswahl)
- 2016: Friends with Benefits (Fernsehserie, 7 Episoden)
- 2016: Delta State: Slipping Into the Future
- 2016: Human
- 2017: Shadowhunters (Fernsehserie, Episode 2x03)
- 2017: The Strain (Fernsehserie, 2 Episoden)
- 2017: How to Buy a Baby (Fernsehserie, 3 Episoden)
- 2019: Claws of the Red Dragon
- 2019: Mutant Outcasts (Enhanced)
- 2020: Possessor
- 2020–2024: Star Trek: Discovery (Fernsehserie, 3 Episoden)
- 2021: The Park (Kurzfilm)